# Бермудские Острова на летних Олимпийских играх 2000
Бермуды принимала участие в Летних Олимпийских играх 2000 года в Сиднее (Австралия) в четырнадцатый раз за свою историю, но не завоевала ни одной медали. Сборную страны представляли 5 женщин.